# Paul Sacher

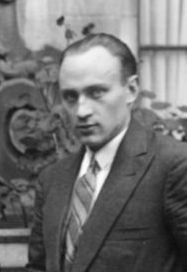
Paul Sacher, 1930

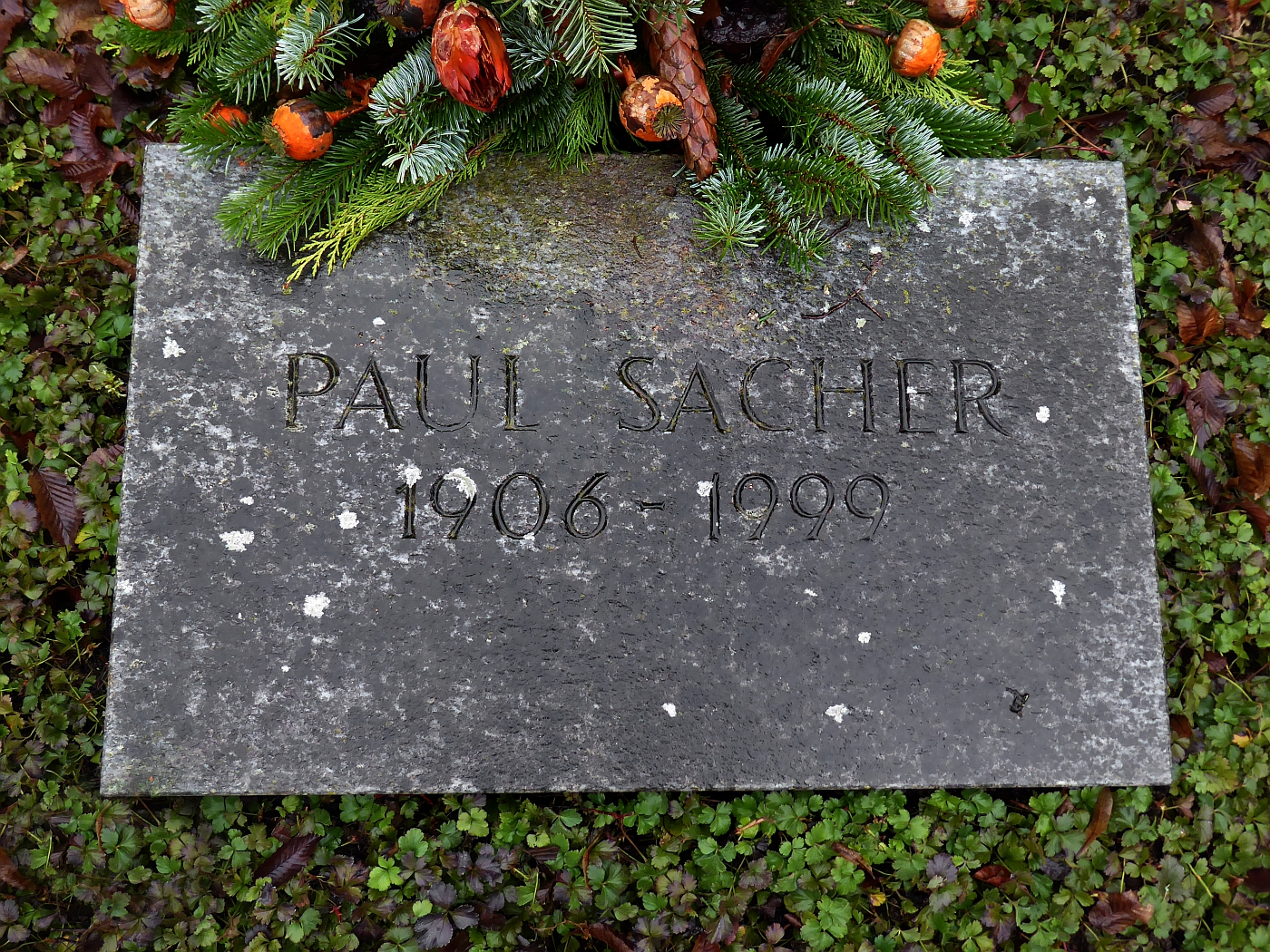
Grab auf dem Friedhof am Hörnli, Riehen, Basel-Stadt

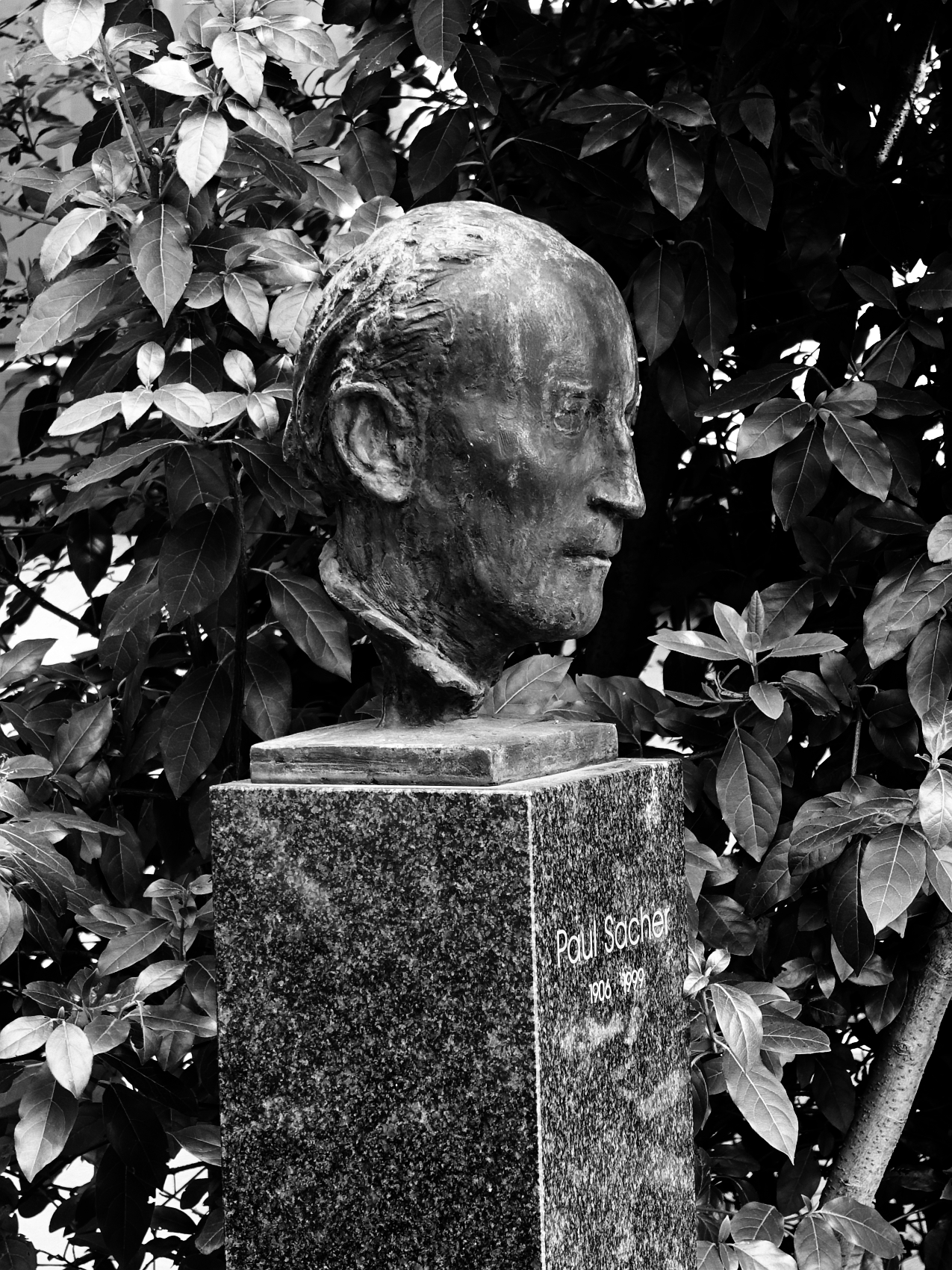
Paul Sacher von Alexander Zschokke

Paul Sacher (* 28. April 1906 in Basel; † 26. Mai 1999 ebenda) war ein Schweizer Dirigent und Mäzen. Sacher galt im Jahr 1996 mit einem Privatvermögen von ca. 13 Milliarden Franken als reichster Schweizer und drittreichster Mann der Welt.

## Leben und Wirken

### Herkunft, Familie und Wirken als Unternehmer
Sacher war der Sohn des Speditionsangestellten August Sacher und dessen Ehefrau Anna, geb. Dürr. Im Jahr 1934 heirateten Paul Sacher und Maja Hoffmann-Stehlin, Bildhauerin,  Kunstsammlerin und Witwe von Emanuel Hoffmann, Sohn von Fritz Hoffmann-La Roche (Gründer des gleichnamigen Pharma-Unternehmens Hoffmann-La Roche). Sacher konnte der Familie die verlorene Aktienmehrheit sichern und stand für 60 Jahre an der Spitze des Unternehmens. Das Privatvermögen der Familiengruppe wurde auf 37 Milliarden Schweizer Franken geschätzt, sein persönliches Vermögen auf 13 Milliarden Franken. Sacher hatte drei Kinder, Cornelia und Katharina Gräfin von Faber-Castell sowie Georg Schmid.
Sacher lebte hoch über Pratteln in einem von seiner Ehefrau Maja entworfenen Haus (Hofgut Schönenberg) bei Frenkendorf. Er galt bei seinem Tod als der reichste Mann der Schweiz.

### Wirken als Dirigent und Mäzen
Bereits auf dem Gymnasium leitete Sacher ein Schülerorchester. Er studierte Dirigieren bei Felix Weingartner und Musiktheorie bei Rudolf Moser am Basler Konservatorium sowie Musikwissenschaft bei Karl Nef und Jacques Handschin an der Universität Basel.
1926 gründete Sacher das Basler Kammerorchester, das er bis 1986 als Dirigent leitete, zwei Jahre später den Basler Kammerchor. Ab 1929 leitete er außerdem den Basler Männerchor. 1933 rief er die Schola Cantorum Basiliensis als Lehr- und Forschungsinstitut für Alte Musik ins Leben, die sich 1954 mit Musikschule und Konservatorium Basel zur Musik-Akademie der Stadt Basel vereinigte, die Sacher dann bis 1969 als Direktor leitete. 1941 gründete er das Collegium Musicum Zürich (CMZ), das bis 1992 unter seiner Leitung bestand. Mit diesem Ensemble gastierte er unter anderem bei den Festspielen Luzern, beim Glyndebourne Festival, beim Festival d’Aix-en-Provence und beim Edinburgh Festival.
Als Dirigent leitete er zudem die Wiener Symphoniker, das Philharmonia Orchestra und das Orchestre Lamoureux, er arbeitete dabei mit Solisten und Sängern wie Mstislaw Rostropowitsch, Anne-Sophie Mutter, Maurice André, Hilde Zadek, Clara Haskil, Luise Walker, Max Meili und Hans-Martin Linde zusammen. Es liegen zahlreiche Aufnahmen bei bekannten Labels vor.
Sacher dirigierte auch Uraufführungen von ihm geförderter Werke, so 1937 Bartóks Musik für Saiteninstrumente, Schlagzeug und Celesta, 1939 dessen Divertimento für Streichorchester, 1940 Ernst Kreneks Symphonisches Stück für Streichorchester, 1947 Strawinskys Concerto en Ré, 1958 Hans Werner Henzes Sonata per archi. Bei den Weltmusiktagen der Internationalen Gesellschaft für Neue Musik (ISCM World Music Days) wirkte er 1938 in London und 1970 in Basel als Dirigent, 1970 auch als Juror.
Seine finanziellen Mittel erlaubten es ihm, zahlreiche Komponisten – oft auch befreundete wie Béla Bartók, Igor Strawinsky, Anton Webern und Alfredo Casella – mit Kompositionsaufträgen zu unterstützen und so die Musik des 20. Jahrhunderts zu fördern. Insgesamt vergab Sacher mehr als 250 Kompositionsaufträge, zum Beispiel an Conrad Beck, Harrison Birtwistle, Boris Blacher, Willy Burkhard, Elliott Carter, Henri Dutilleux, Wolfgang Fortner, Alberto Ginastera, Cristóbal Halffter, Paul Hindemith, Heinz Holliger, Arthur Honegger (für seine 2. Sinfonie sowie seine 4. Sinfonie), Jacques Ibert, Witold Lutosławski, Gian Francesco Malipiero, Frank Martin u. a. für seine Petite Symphonie concertante (1946), Bohuslav Martinů, Peter Mieg, Norbert Moret, Wolfgang Rihm, Rolf Urs Ringger, Michael Tippett, Sándor Veress, Wladimir Vogel und Jürg Wyttenbach.
Zu der spätromantischen Musik von Richard Strauss hatte Sacher keine Affinität. Gleichwohl erteilte er dem Komponisten, um ihm in seiner wirtschaftlichen und finanziellen Not nach dem Ende des Zweiten Weltkrieges zu helfen, den Auftrag für die Metamorphosen für 23 Solostreicher, die am 25. Januar 1946 mit dem Collegium Musicum Zürich uraufgeführt wurden.
1986 stellte er die Mitfinanzierung des Basler Kammerorchesters ein, das in der Folge aufgelöst wurde.

### Weitere Tätigkeiten und Mitgliedschaften
Sacher war seit 1931 Vorstandsmitglied des Schweizerischen Tonkünstlervereins, von 1946 bis 1955 dessen Präsident und anschliessend Ehrenpräsident. Er war 1927 einer der Initiatoren der Basler Ortsgruppe der Internationalen Gesellschaft für Neue Musik IGNM, die er von 1935 bis 1946 leitete. Von 1935 bis 1955 wirkte er als Präsident ISCM Switzerland, der Schweizer Sektion der International Society for Contemporary Music ISCM. Zudem war er von 1944 bis 1959 Mitglied des Stiftungsrats der Schweizer Kulturstiftung Pro Helvetia.

### Paul-Sacher-Stiftung
1973 gründete Sacher die in Basel ansässige Paul-Sacher-Stiftung, die heute den Nachlass von Sacher selbst sowie von mehreren Dutzend Komponisten, darunter Igor Strawinsky, Anton Webern und  Conlon Nancarrow, betreut. Sie archiviert und finanziert die musikwissenschaftliche Erschliessung von zeitgenössischen Komponisten-Nachlässen mit eigenen Publikationen und Forschungsprojekten.

## Auszeichnungen (Auswahl)
- Ehrendoktorate der Universität Basel, der Universität Oxford, der Universität Rochester und der McGill University
- 1971: Ernennung zum Ehrenmitglied der Internationalen Gesellschaft für Neue Musik (IGNM)
- 1972: Kunstpreis der Stadt Basel
- 1981: Goldene Ehrenmedaille für kulturelle Verdienste
- 1997: Ehrendoktorwürde der Musikakademie Krakau
- 1997: Maecenas-Ehrung des Arbeitskreises selbständiger Kultur-Institute e. V. (AsKI) in Deutschland
- 1983: Offizier des Ordre des Arts et des Lettres
- 1985: Offizier der Ehrenlegion
- 1993: Grosses Verdienstkreuz mit Stern des Verdienstordens der Bundesrepublik Deutschland[8]

## Literarische Rezeption
Explizite Würdigung findet seine systematische Förderung moderner Musik auch in den letzten Kapiteln des Romans Doktor Faustus von Thomas Mann, anlässlich eines Auftretens des Romanhelden Adrian Leverkühn (der Züge Mahlers und Schönbergs in sich vereint) in der Schweiz.
Der Roman Der Geliebte der Mutter des Schweizer Schriftstellers Urs Widmer wird auch als Schlüsselroman vor dem Hintergrund von Paul Sachers Leben gelesen.